# Rifugio Giovanni Bobba
Il rifugio Giovanni Bobba (o Refuge des jumeaux) è un bivacco della Valtournenche in Valle d'Aosta. Si trova ai piedi della catena delle Petites e delle Grandes Murailles.

## Storia
Il bivacco è stato inaugurato nel 1910 ed è stato ristrutturato nel 1982. Ricorda Giovanni Bobba, autore insieme a Luigi Vaccarone della prima guida delle Alpi Occidentali.

## Caratteristiche e informazioni
Il rifugio è normalmente aperto e non custodito. È però bene verificarne la situazione presso la Società Guide del Cervino, dove è possibile ritirare le chiavi.

## Accessi
L'accesso al rifugio può avvenire partendo da Breuil-Cervinia lungo il sentiero n° 11, o partendo dalla località di Avuil (1967 m s.l.m.) tramite il sentiero n° 10. La salita richiede, in entrambi gli itinerari, 3 ore circa.

## Ascensioni
Il rifugio è punto di partenza della via normale della Punta Sella (3878 m, PD+) e la via normale della Punta Budden (3650 m, F+). Più difficili i versanti orientali della Punta Lioy (3816 m) e della Punta Giordano.